# Reliance Infrastructure
La Reliance Infrastructure, nata con il nome di Bombay Suburban Electric Supply (BSES) e rinominata Reliance Energy Limited nel 2002, al momento dell'entrata in borsa. La società appartiene al gruppo Anil Dhirubhai Ambani Group e lo stesso Anil Ambani (uno degli uomini più ricchi del mondo) l'amministra personalmente. L'azienda si occupa di produrre e vendere energia elettrica ed è una delle maggiori aziende del paese nel suo campo.